# Avery Preesman
Avery Preesman (Santa Maria (Curaçao), 1968) is een Nederlandse kunstenaar. In 1992 was hij bij De Ateliers in Amsterdam. In 1994 won hij de Prix de Rome. Zijn werk is o.a. opgenomen in Stedelijk Museum Amsterdam (NL), SMAK (B), en diverse prive collecties . 

## Werk
Preesman is zowel schilder als beeldhouwer.   
Avery Preesman komt uit een muzikaal milieu. Begin jaren ‘90 kan de autodidact-kunstenaar studeren aan De Ateliers in Amsterdam. Hij wordt opgemerkt als iemand die de abstracte schilderkunst nieuw leven inblaast. In ‘94 wint hij de 2de plaats van de Prix de Rome, van ‘96 tot 2006 stelt hij internationaal tentoon, o.a. in het Museum van Hedendaagse Kunst in Gent en met een in Amerika rondreizende tentoonstelling. Hij wint nog enkele andere prijzen en resideert in Donald Judd’s Chinati Foundation in Texas. Na 2006 wordt het stil rond hem.
Preesmans oeuvre valt op te delen in tekeningen en schilderijen. Zelf deelt de kunstenaar zijn oeuvre niet op, maar spreekt hij van ‘picturale sculpturen’. “Maar hoe plastisch en sculpturaal mijn werk ook mag zijn, het is altijd gemaakt vanuit het perspectief van een schilder.” Het kleine schilderij ‘Bellamyplein’ (1992) was, beweert Preesman, zeer bepalend voor alle schilderijen en sculpturen die hij daarna maakt. Het is gebaseerd op foto’s van het gelijknamige Amsterdamse plein en toont Preesmans oog voor architecturale constructies.
Preesmans schilderijen staan van meet af aan zwaar in de verfmassa. Soms verwerkt hij op en in zijn doeken kokosnoten of bonen. Zijn werken voelen solide aan en bestaan uit dikke lagen. In die lagen krast Preesman alsof hij de ruimte ertussen wil bevrijden. Het lijkt alsof hij schilderijen tegelijk wil behandelen als drager van een beeld én als object. Op zijn werken komen soms letters of tekstfragmenten voor. Zo verwijst de ‘T’ naar architectuur: het teken verenigt een staand, steunend element en een liggend, dragend element. De kunstenaar ziet ook gelijkenissen met de manier waarop hiphopmusici taal, geluid en ritme bespelen.
Via zijn zoektocht naar ruimte in het schilderij bevrijdt Preesman het al snel van de traditionele beperkingen. In ‘93 maakt hij de eerste voor hem typische kooiachtige wandsculpturen: rechte of schuine houten balken of metalen profielen in een open structuur aan elkaar gezet, de ribben omwikkeld met een rijk mengsel van gips met zand en/of cement. Preesman wil vermijden dat zijn werken alle ruimte in beslag nemen en vrijwaart ruimte voor onze blik. Hans Den Hartog Jager schreef ooit dat Preesman “de lijnen in zijn schilderijen tot de derde dimensie opblaast en ze als ‘betonnen lijnenstelsels’ uitwerkt. Door abstractie uit de tweede en naar de derde dimensie te drijven, kunnen de werken de reële ruimte in bezit nemen en blijven ze niet hangen in een illusionistische weergave ervan.”
De tentoonstelling ‘Calypso’ die Preesman samen met andere kunstenaars in ‘95 opzet in het Stedelijk Museum Bureau Amsterdam, vormt één grote installatie met extensies tot buiten het pand. De bezoekers lopen letterlijk in en door het werk. Dominic Van den Boogerd ziet een overeenkomst met de ‘pictorial stagings’ van Jessica Stockholder. Preesmans in Amerika reizende tentoonstelling van 2006 bevat naast nieuwe schilderijen ook een hangende, kransvormige sculptuur, een vloersculptuur, schilderijen die zijn verbonden door een lange wandsculptuur en een fotoreeks met beelden van een huis dat de vader van de kunstenaar bouwde op Curaçao. Preesman thematiseert zijn afkomst en lijkt er de oorsprong van zijn fascinatie voor basale architectuur mee te illustreren
2008 'Avery Preesman', editors: Susanne Ghez, Loretta Yarlow, The Renaissance Society at the University of Chicago, Chicago (US)
2001 'Avery Preesman: Bed Rock', editors Rudi Fuchs, Esther Hemmes, Martijn van Nieuwenhuyzen. Stedelijk Museum Amsterdam, Amsterdam (NL)
1999 'Avery Preesman', editors Foundation HeArtpool / NAI Uitgevers Publishers, Rotterdam (NL)
1996 'Avery Preesman', editors Martin Köttering. Städtische Galerie Nordhorn, Nordhorn (DE)

## Exposities en eerbetoon
- 1994 Prix de Rome voor schilderkunst
- 1996 Städtische Galerie Nordhorn, Duitsland (solo)
- 1996 Museum van Hedendaagse kunst, Gent, Belgie
- 1997 Venetië Bienale, Fondazione Bevilacqua La Masa, Venetie, Italie
- 1998 Westpunt, Zeno X Gallery, Antwerpen, Belgie (solo)
- 1998 Wolvecampprijs
- 2000 Over the Edges, SMAK, Gent, Belgie
- 2001 Stanza, Zeno X Gallery, Antwerpen, Belgie (solo)
- 2001 Stedelijk Museum, Amsterdam, Bed Rock (solo + catalogus)
- 2001 Locus/Focus/Sonsbeek 9, Sonsbeek
- 2001 Zeitwenden, Rückblick und Ausblick, Künstlerhaus Wien, Wenen, Oostenijk
- 2002 Brasmitte. Intervençoes Urbanas, SESC Belenzinho, Bras, São Paulo, Brazilie
- 2003 The Locker Plant, The Chinati Foundation, Marfa Texas, VS (solo)
- 2003 Tot zo ver / Up to Now, Stedelijk Museum Amsterdam, Amsterdam
- 2004 A Journey through Art in the Low Countries, Palais des Beaux Arts, Brussels, Belgie
- 2005 Nunzio, Giorgio Persano, Turijn, Italie (solo)
- 2005 Unlocked # 2 / HxBxD, RABO Bank Collection, Gemeentemuseum Den Haag
- 2006 The Renaissance Society, University of Chicago, VS (solo)
- 2006 Go Dutch, The University Gallery Fine Arts Center Amherst, Massachusetts, VS (solo)
- 2007 The Good, the Bad, and the Ugly, New Langton Arts, San Francisco, VS
- 2008 Plug In #41, curated by Rudi Fuchs', Van Abbe Museum, Eindhoven
- 2009 Zeno X Gallery, Antwerpen, Belgie (solo)
- 2009 Slow Movement or: Half and Whole, Kunsthalle Bern, Zwitserland
- 2022 Monochrome Multitudes, SMART Museum/Felix Gonzales Torres Foundation, Chicago, VS